# Hesperochiron californicus
Hesperochiron californicus är en strävbladig växtart som först beskrevs av George Bentham, och fick sitt nu gällande namn av S. Wats. Hesperochiron californicus ingår i släktet Hesperochiron och familjen strävbladiga växter. Inga underarter finns listade i Catalogue of Life.

## Bildgalleri

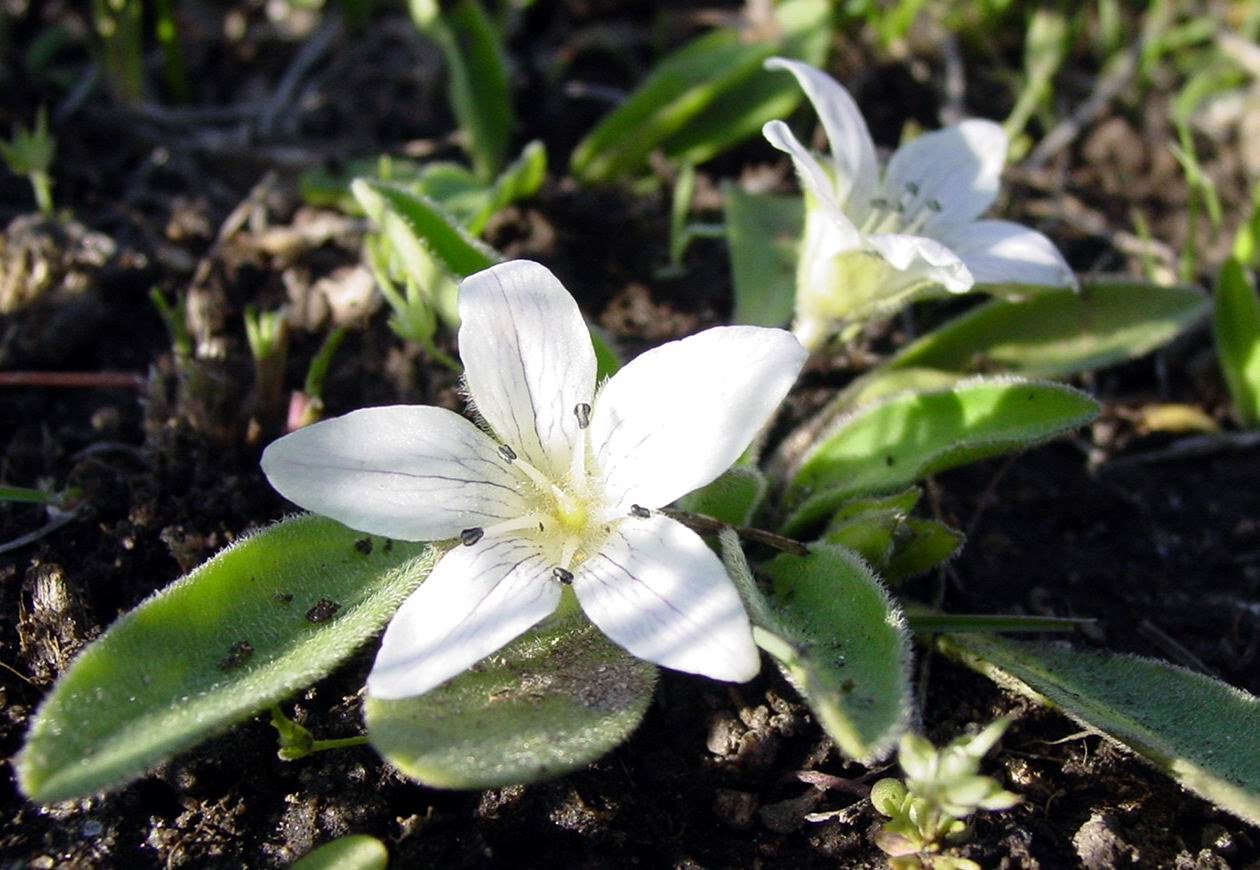